# 革命實踐研究院
24°59′16″N 121°33′22″E / 24.987752°N 121.555983°E
革命實踐研究院，簡稱革實院，為中國國民黨中央委員會負責人才培育與幹部培訓的部門，於1949年10月設立於陽明山，之後陸續在木柵中興山莊之間來回搬遷。現址為國家政策研究基金會大樓，現任院長為林寬裕。

## 歷史

### 設立於陽明山 (1949年)

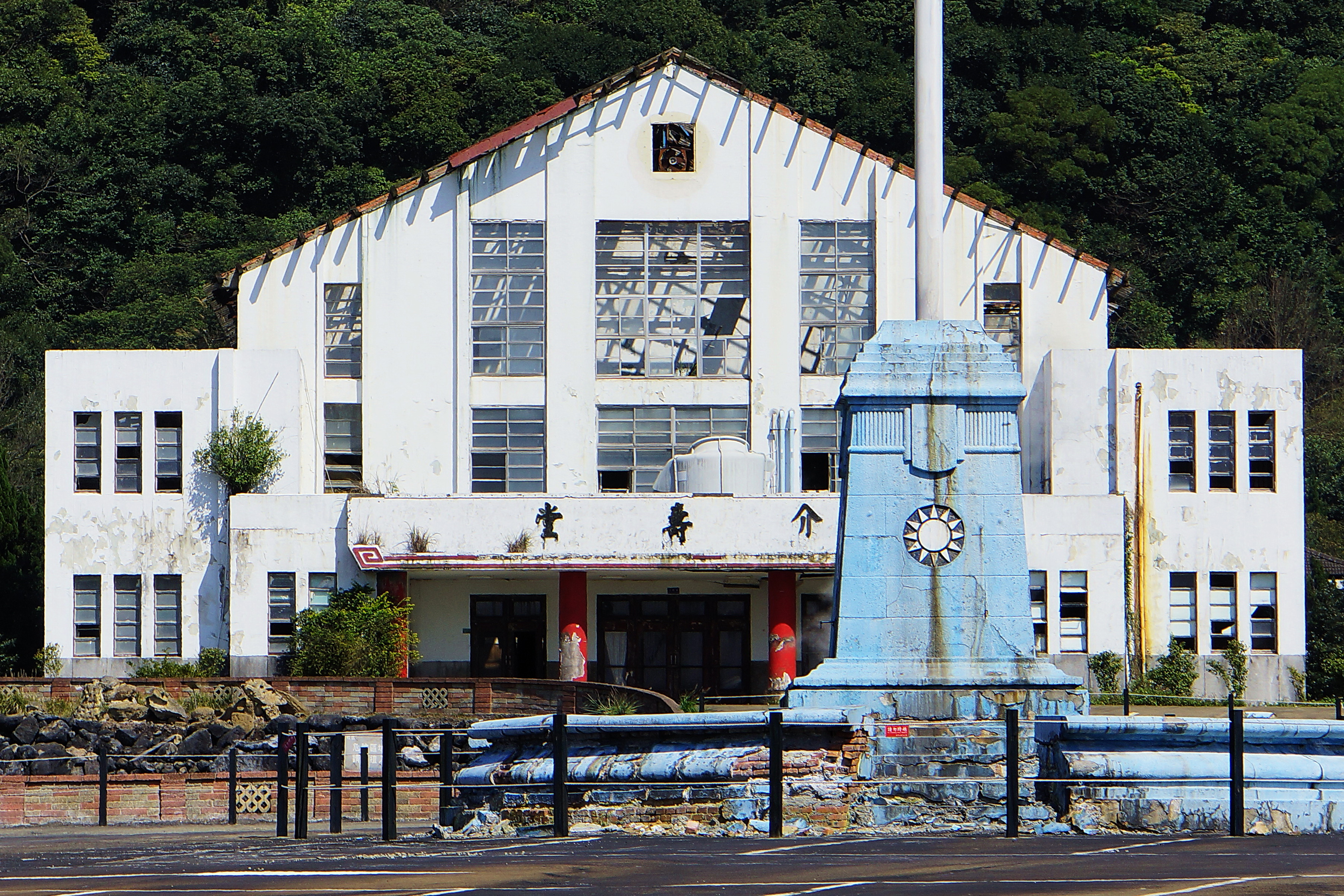
陽明山莊的介壽堂、升旗臺

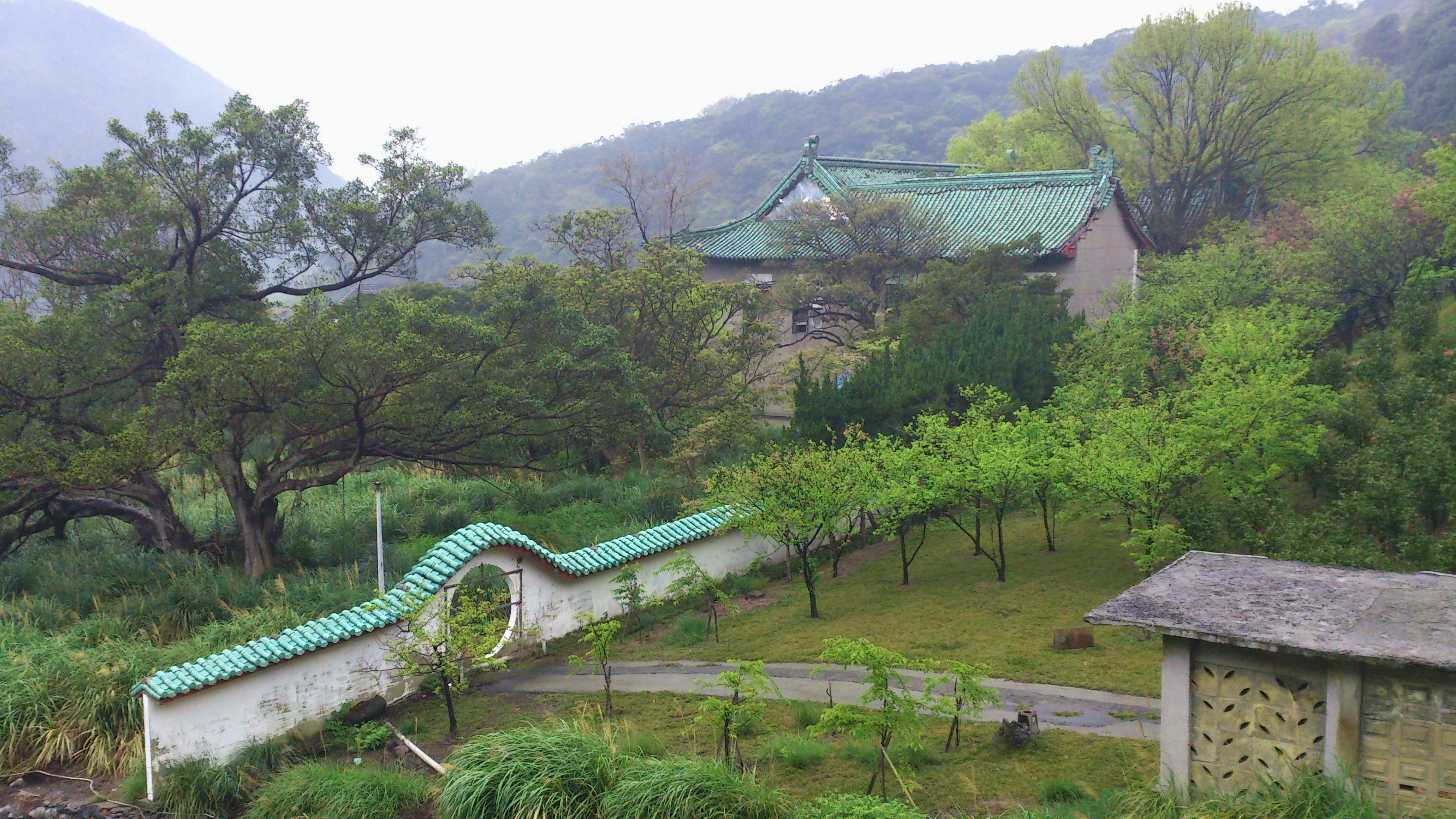
陽明山莊的國建館

由於大陸局勢在1949年逆轉，中華民國總統暨中國國民黨總裁蔣中正決心加強黨政軍幹部訓練，以發揚革命精神。同年7月初，蔣中正下令籌設並於7月26日核定名稱為「革命實踐研究院」。革實院下設八組及設計委員會，由蔣中正兼任院長，萬耀煌為主任，其教育宗旨為「恢復革命精神、喚醒民族靈魂、提高政治警覺、加強戰鬥意志」。10月16日，第一期研究員入院受訓。由於革實院成立於草山，故又被稱「陽明山莊」:137。革命實踐研究院開學，蔣說明成立研究院之意義，在使受訓幹部，厚植踐履篤行之志節:62。協助政府機構播遷台北，黨政要員、國民大會代表、學者專家及國軍各部陸續撤往台灣。
1950年1月5日，蔣中正在革命實踐研究院講：「要構成一個公正無私的監察系統，要選擇最積極優秀的幹部來充任政工人員，務使命令貫徹，紀律嚴明。而要作到這一步，首先就要從改革政工制度作起。」3月，蔣中正於陽明山革命實踐研究院講述「復職的使命與目的」，說明革命失敗之原因，與今後成功之要旨:64。4月，蔣中正蒞臨革命實踐研究院講演「民族正氣」，闡釋「養氣持志」、「自反工夫」之意義:64。5月16日，蔣中正在革命實踐研究院講演「軍人魂」，又名「革命軍人成功成仁之要義」:64。1951年11月，蔣中正於革命實踐研究院講演述「改造教育與變化氣質」:69。1952年4月，蔣中正於革命實踐研究院講演述「土地國有的要義」:70。
因陽明山莊房舍不足，於1953年7月於臺北木柵（今文山區）開山填地，趕建了中興山莊，作為革實院的分院，分批整訓各級人員，加強思想灌輸，形成「革命實踐運動」:118，同年年底正式開班，馬鶴凌即第一批學員。中興山莊位於木柵路北側土地曾作為國民黨中央黨部木柵疏散辦公室使用，南側土地則的秋瑾堂、育樂室、民眾會堂、保健所等設施約建於此時。

1958年，國民黨中央黨部副秘書長鄧傳楷及中興山莊革命實踐研究院分院主任任覺推動成立「中興托兒所」（今私立中山國小），位在中興山莊東側。

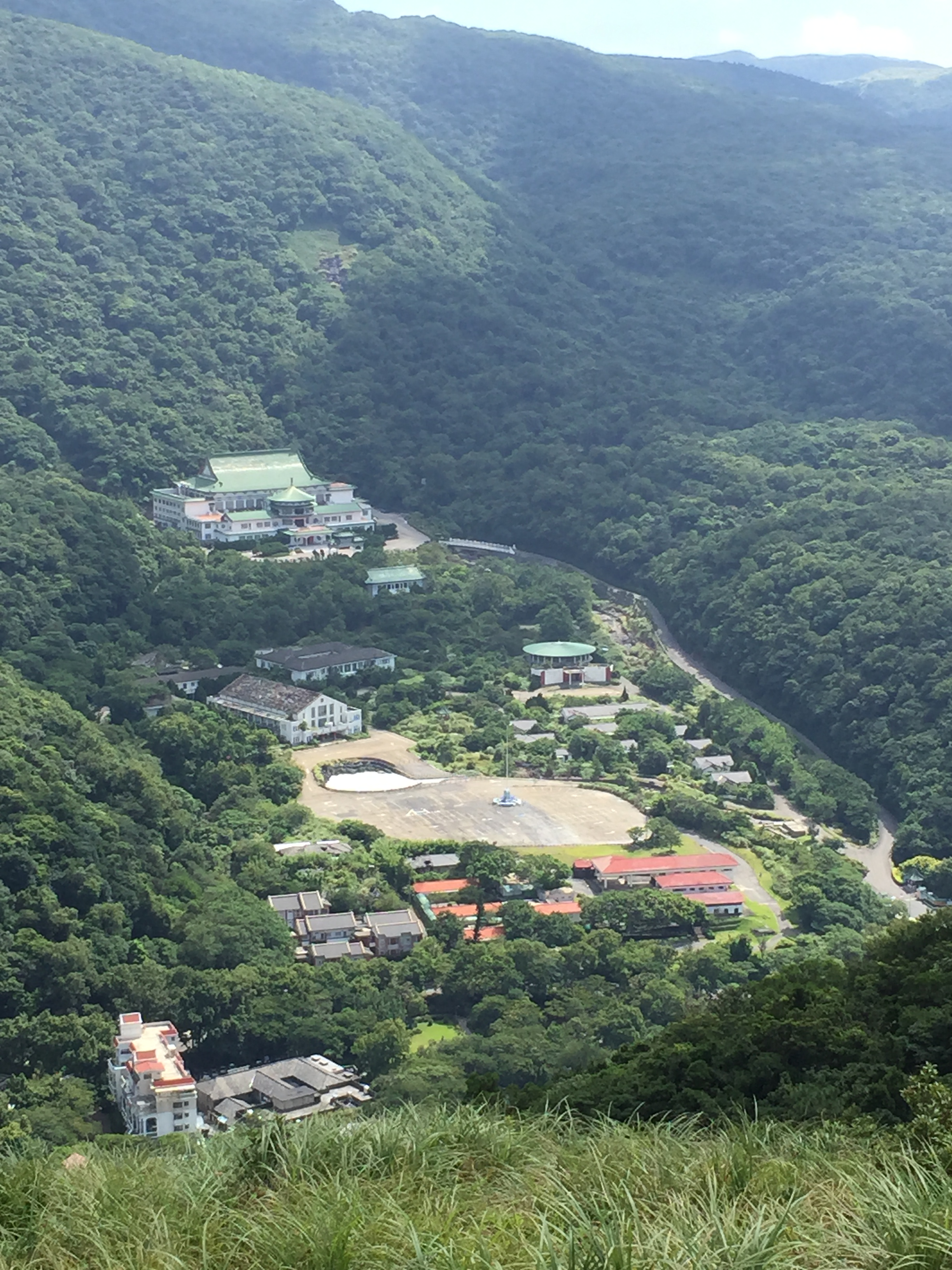
陽明山中山樓與前方建築群（含國建館、圓講堂、介壽堂、舜水樓、梨洲樓、實踐亭與松柏村等）俯視圖，是革命實踐研究院「陽明山莊」舊址

### 遷木柵、陽明山 (1959、1975年)
1959年10月1日，陽明山莊原址撥交總統府直屬國防研究院使用，以培訓能研究攻略與戰略綜合運用的黨、政、軍高層領導人才，革實院則遷往中興山莊與分院合併。1967年，私立再興中學遷校至中興山莊東側。蔣中正在1975年去世後，院長名位永遠保留，用申崇戴之赤誠，並自1975年7月1日起明定革命實踐研究院直隸於中國國民黨中央委員會:23。1975年9月28日，革實院與國防部交換使用權，再度遷回陽明山莊，黨部自購的中興山莊則移交「總政戰部青邨幹部訓練班」（青邨）使用。

### 二度遷木柵 (1994年)
1994年1月19日，革實院二度遷往中興山莊。截至1999年11月31日，革實院累計學員104,973人次。
陽明山院本部與木柵分院的定位是分工而互補的，陽明山莊本院之教育目的，在造就反攻大陸聯合作戰的幹部，使能勝任黨、政、軍各部門的領導及幕僚業務，工作對象主要是對大陸，中興山莊分院之教育目的，則是以建設台灣為重心，造就地方重要幹部，強化黨在地方工作中的基礎，如何根據三民主義中的原則，來建設臺灣，工作目標主要是臺灣。
國民黨在2000年中華民國總統選舉失利後，10月25日第15屆中央委員會第154次中常會通過，將革命實踐研究院改名為「國家發展研究院」。2017年10月18日，中常會考量外界易將國家發展研究院與國家發展委員會、臺灣大學國家發展研究所等單位混淆，而革命實踐研究院具有鮮明的國民黨教育訓練機構印象，因此通過恢復舊稱「革命實踐研究院」。

## 圓山、石牌軍官訓練班
圓山軍官訓練班（又稱圓山訓練班、圓山訓練團）是革命實踐研究院下的分支機構，目的是加強中、高級軍官的訓練，1950年5月21日設立在臺北市大直（在日治時期原為國民精神研究所），由日籍軍事顧問組成的白團成員授課。之後因美方對於白團的反對，白團成員在1952年7月辭聘20多人，圓山軍官訓練團亦結束並搬到臺北縣北投鎮石牌，圓山訓練班的基地則在1954年，改由高雄市左營遷至此的海軍總司令部進駐。
遷到石牌的軍官訓練班以「國防部兵學研究會」、「實踐學社」的名義運作，在1952年11月27日入學上課，場地借用石牌國民學校的教室、禮堂、操場（遷出後成立石牌國中），仍由白團成員授課，並被外界稱為「地下國防大學」，其主要向中、高級軍官教授戰史、軍事哲學等軍事理論，及實戰指揮、各種兵棋演習、現地演習等。1964年8月，實踐學社結束，另設「實踐小組」。

## 職掌
根據《中國國民黨中央委員會組織規程》，革命實踐研究院掌理培育人才與訓練幹部，增進本黨的人力資源發展，研究三民主義、本黨政策與國家發展策略，提供本黨決策參考等相關事宜。

## 歷任院長
| 姓名                           | 任期                                 | 備註                                               |
| 革命實踐研究院                 | 革命實踐研究院                       | 革命實踐研究院                                     |
| ------------------------------ | ------------------------------------ | -------------------------------------------------- |
| 蔣中正                         | 1949年10月16日－1975年4月5日         | 總裁自兼院長                                       |
| 陳誠                           | 1949年10月31日－1950年5月21日        | 陳誠代理，而後成立「革命實踐研究院軍官訓練團」     |
| 革命實踐研究院、軍官訓練團主任 |                                      |                                                    |
| 彭孟緝                         | 1950年5月21日－1952年6月             | 1950年8月1日，訓練場所由圓山遷到石牌（今石牌國中） |
| 革命實踐研究院主任             |                                      |                                                    |
| 彭孟緝                         | 1952年6月－1954年                    |                                                    |
| 楚崧秋                         | 1954年6月26日－1954年9月26日         |                                                    |
| 張其昀                         | 1958年－1972年                       |                                                    |
| 袁守謙                         | 1963年－1967年                       | 畢業於黃埔軍校第一期                               |
| 李煥                           | 1975年8月6日－1978年6月14日          | 湖北漢口人                                         |
| 蔣彥士                         | 1978年6月14日－1988年1月             | 浙江杭州人                                         |
| 李登輝                         | 1988年1月－1988年12月                | 臺灣臺北人                                         |
| 莊懷義                         | 1994年－                             |                                                    |
| 蔡璧煌                         | 1997年12月 - 2000年10月25日2002年8月 | 2000年10月25日，改為「國家發展研究院」             |
| 國家發展研究院院長             |                                      |                                                    |
| 蔡璧煌                         | 2000年10月25日- 2002年8月            |                                                    |
| 關中                           | 2002年－2005年                       |                                                    |
| 陳大代                         | 2009年7月24日－2011年9月4日          | 國民黨第九次動員令於2011年6月25日－9月4日舉辦      |
| 高輝                           | ？－2014年2月12日                    |                                                    |
| 郭壽旺                         | 2014年5月－2015年1月                 |                                                    |
| 吳肇銘                         | 2015年2月－2016年3月                 |                                                    |
| 林忠山                         | 2016年6月－2017年7月                 |                                                    |
| 革命實踐研究院院長             |                                      |                                                    |
| 林火旺                         | 2017年9月－2020年3月25日             | 2017年10月，復名為「革命實踐研究院」               |
| 羅智強                         | 2020年3月26日－2021年10月5日         |                                                    |
| 林奕華                         | 2021年10月5日－2023年2月1日          |                                                    |
| 林寬裕                         | 2023年2月1日－                       |                                                    |

## 著名學員

### 党政建設研究班
| 序 | 姓名         | 簡歷 |
| -- | ------------ | --- |
| 1  | （軍）黎玉璽 | 四川達縣人，革命實踐研究院圓山軍官團高級班第二期畢業、實踐學社聯戰班第四期畢業、革命實踐研究院聯合作戰研究班第六期畢業                                          |
| 2  | （軍）郝柏村 | 江蘇鹽城縣人，革命實踐研究院圓山軍官團高級班1951年畢業 |
| 3  | （軍）宋長志 | 遼寧遼中縣人，中華民國一級上將 |
| 4  | （軍）高安國 | 本籍湖南省湘陰縣，革命實踐研究院研究班第08期畢業 |
| 5  | 蔣孝嚴       | 父籍浙江奉化縣，革命實踐研究院研究班第11期結業 |
| 6  | 袁達三       | 河南省臨漳縣，革命實踐研究院第13期 |
| 7  | 廖正豪       | 台灣省嘉義縣人。革命實踐研究院研究班第17期 |
| 8  | 馬英九       | 民國71年革命實踐研究院革命實踐講習班第24期 自述節錄 （页面存档备份，存于）                                                                                      |
| 9  | 焦仁和       | 河北清河人，曾任革命實踐研究院講座 |
| 10 | 王甲乙       | 1965年9月於革命实践研究院党政建设研究班第21期結業。1968年7月，革命实践研究院战地政务研究班第25期。1968年9月至10月，革命实践研究院行政管理研究班第1期。          |
| 11 | 林志嘉       | 出身台灣台北縣五股林家。革命實踐研究院第31期副學員長 |
| 12 | 吳碧珠       | 出身臺北市士林區，革命實踐研究院第46期結業 |
| 13 | 陳福海       | 福建省金門縣縣民，革命實踐研究院82年研習班結業 |
| 14 | 劉政鴻       | 台灣省苗栗後龍閩南人。革命實踐研究院第111期結業（1991年） |
| 15 | 張榮味       | 台灣省雲林馬光閩南人。革命實踐研究院第229期結業 |
| 16 | 李有宜       | 出身臺北市萬華區。革命實踐研究院第171期結業（2020年），強調非國民黨青年團出身，擔任過民進黨立委羅致政助理，因上百靈果將歷史共業錯誤皆推給江啟臣主席而聲名大噪。 |
| 17 | 李來希       | 台灣省臺北市人。反對年金改革主要領導人，參與籌組軍公教聯盟黨，為其終身黨員。其以爭議言論而聞名。                                                                |

## 外部連結
- 「革命實踐研究院院舍」秋瑾堂、育樂室、民眾會堂、保健所—文化部文化資產局 （页面存档备份，存于）
- 革命實踐研究院司令臺—文化部文化資產局 （页面存档备份，存于）